# Giải bóng đá vô địch quốc gia Đức 2017–18
Giải bóng đá vô địch quốc gia Đức 2017–18 (Bundesliga 2017-18) là mùa giải thứ 55 của Giải bóng đá vô địch quốc gia Đức, giải bóng đá hàng đầu của nước Đức. Giải bắt đầu vào ngày 18 tháng 8 năm 2017 và kết thúc vào ngày 12 tháng 5 năm 2018. Lịch thi đấu được công bố vào ngày 29 tháng 6 năm 2017.
Sau giai đoạn thử nghiệm ngoại tuyến ở mùa giải trước, công nghệ video hỗ trợ trọng tài được sử dụng lần đầu tiên ở Bundesliga trên cơ sở thử nghiệm sau sự chấp thuận từ IFAB.
Bayern Munich là đương kim vô địch, đã giành chức vô địch Bundesliga thứ 27 của họ vào ngày 7 tháng 4 trước 5 vòng đấu và là danh hiệu thứ sáu liên tiếp lần đầu tiên trong lịch sử của họ. 1. FC Köln và Hamburger SV bị xuống hạng cuối mùa giải. Đối với Hamburger SV thì đây là lần đầu tiên họ bị xuống hạng kể từ khi Bundesliga được thành lập.

## Bảng xếp hạng
| VT | Đội                      | ST | T  | H  | B  | BT | BB | HS  | Đ  | Giành quyền tham dự hoặc xuống hạng     |
| -- | ------------------------ | -- | -- | -- | -- | -- | -- | --- | -- | --------------------------------------- |
| 1  | Bayern Munich (C)        | 34 | 27 | 3  | 4  | 92 | 28 | +64 | 84 | Lọt vào vòng bảng Champions League      |
| 2  | Schalke 04               | 34 | 18 | 9  | 7  | 53 | 37 | +16 | 63 | Lọt vào vòng bảng Champions League      |
| 3  | 1899 Hoffenheim          | 34 | 15 | 10 | 9  | 66 | 48 | +18 | 55 | Lọt vào vòng bảng Champions League      |
| 4  | Borussia Dortmund        | 34 | 15 | 10 | 9  | 64 | 47 | +17 | 55 | Lọt vào vòng bảng Champions League      |
| 5  | Bayer Leverkusen         | 34 | 15 | 10 | 9  | 58 | 44 | +14 | 55 | Lọt vào vòng bảng Europa League         |
| 6  | RB Leipzig               | 34 | 15 | 8  | 11 | 57 | 53 | +4  | 53 | Lọt vào vòng loại thứ hai Europa League |
| 7  | VfB Stuttgart            | 34 | 15 | 6  | 13 | 36 | 36 | 0   | 51 |                                         |
| 8  | Eintracht Frankfurt      | 34 | 14 | 7  | 13 | 45 | 45 | 0   | 49 | Lọt vào vòng bảng Europa League         |
| 9  | Borussia Mönchengladbach | 34 | 13 | 8  | 13 | 47 | 52 | −5  | 47 |                                         |
| 10 | Hertha BSC               | 34 | 10 | 13 | 11 | 43 | 46 | −3  | 43 |                                         |
| 11 | Werder Bremen            | 34 | 10 | 12 | 12 | 37 | 40 | −3  | 42 |                                         |
| 12 | FC Augsburg              | 34 | 10 | 11 | 13 | 43 | 46 | −3  | 41 |                                         |
| 13 | Hannover 96              | 34 | 10 | 9  | 15 | 44 | 54 | −10 | 39 |                                         |
| 14 | Mainz 05                 | 34 | 9  | 9  | 16 | 38 | 52 | −14 | 36 |                                         |
| 15 | SC Freiburg              | 34 | 8  | 12 | 14 | 32 | 56 | −24 | 36 |                                         |
| 16 | VfL Wolfsburg (O)        | 34 | 6  | 15 | 13 | 36 | 48 | −12 | 33 | Lọt vào vòng play-off xuống hạng        |
| 17 | Hamburger SV (R)         | 34 | 8  | 7  | 19 | 29 | 53 | −24 | 31 | Xuống hạng đến 2. Bundesliga            |
| 18 | 1. FC Köln (R)           | 34 | 5  | 7  | 22 | 35 | 70 | −35 | 22 | Xuống hạng đến 2. Bundesliga            |

1. ↑  Eintracht Frankfurt lọt vào vòng bảng Europa League bằng việc vô địch DFB-Pokal 2017-18.

## Vòng play-off xuống hạng
Tất cả thời gian đều theo múi giờ UTC+2.

### Lượt đi
| VfL Wolfsburg                         | 3–1      | Holstein Kiel |
| ------------------------------------- | -------- | ------------- |
| - Origi 13' - Brekalo 40' - Mallı 56' | Chi tiết | Schindler 34' |

### Lượt về
| Holstein Kiel | 0–1      | VfL Wolfsburg |
| ------------- | -------- | ------------- |
|               | Chi tiết | Knoche 75'    |

VfL Wolfsburg thắng với tổng tỉ số 4-1 và qua đó cả hai đội trụ lại tại giải đấu họ tham dự.